# Syderstone
Syderstone is een civil parish in het bestuurlijke gebied King's Lynn en West Norfolk, in het Engelse graafschap Norfolk met 445 inwoners.

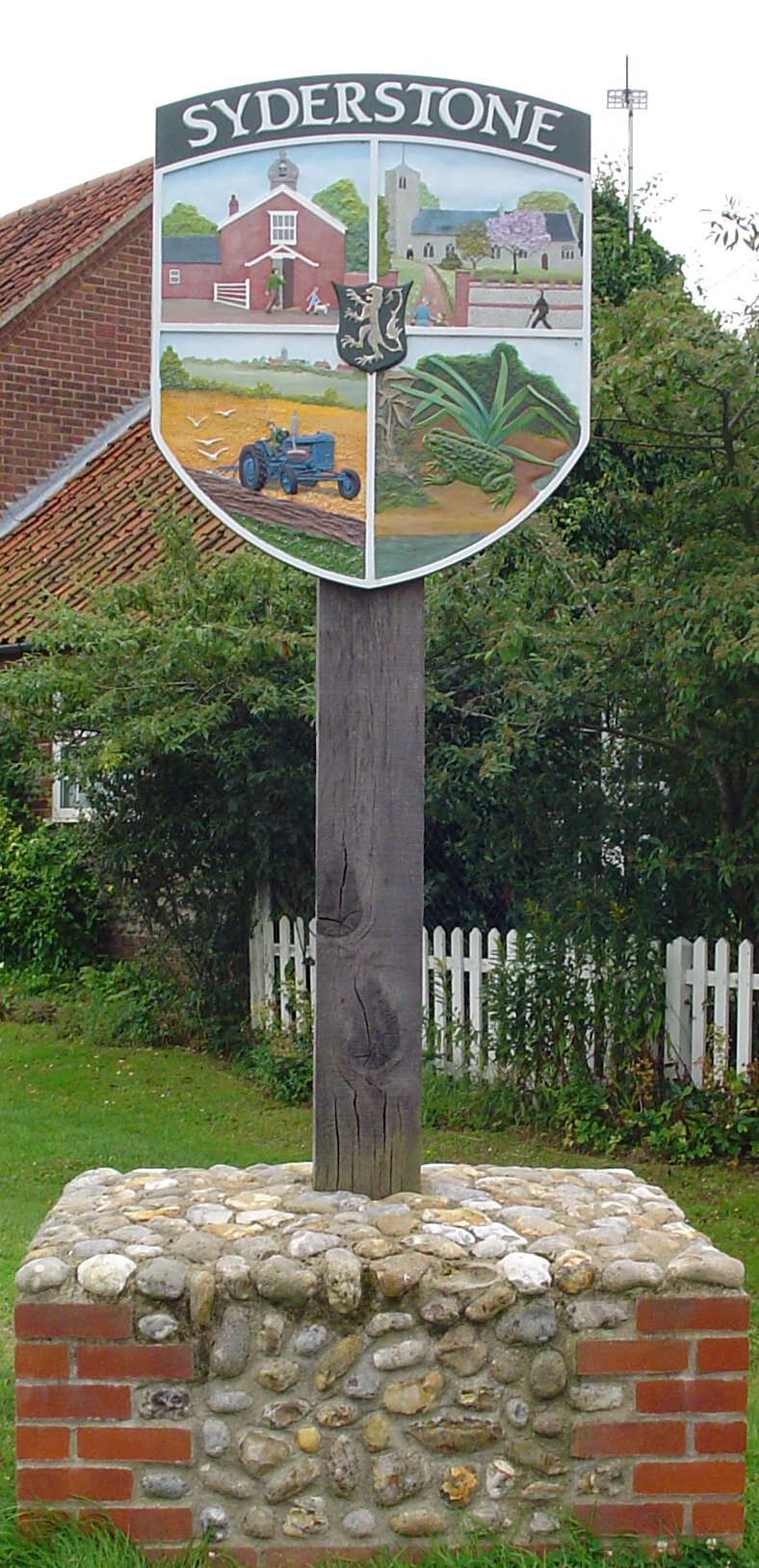